# بانک ملی دانمارک
بانک ملی دانمارک (انگلیسی: Danmarks Nationalbank) بانک مرکزی دانمارک است، که در سال ۱۸۱۸ تأسیس شد.